# Bahía Koliúchinskaya
La bahía Koliúchinskaya, también transliterada como Kolyúchinskaya  (en ruso: Колючинская губа), es una pequeña y profunda bahía localizada en la costa septentrional de la península de Chukotka, en aguas del mar de Chukchi.

## Geografía
La bahía se encuentra al oeste del cabo Vankarem y al este de la laguna Neskenpilgyn y el cabo Serdtse-Kamen. Tiene una longitud de unos 100 km. Su entrada desde el océano está bordeada por el grupo de las pequeñas islas Séryj Guséi, al oeste, y el cordón litoral Belyaka, al este, que dejan un estrecho canal de acceso de  solamente 2,8 km de anchura. Luego la bahía se ensancha hasta los 37 km, teniendo forma de rectángulo al inicio y adentrándose en el continente en dirección sur. En el fondo, en el extremo más meridional, tiene dos pequeños entrantes.
La profundidad de la bahía Koliúchinskaya es de 7 a 14 m. La bahía está cubierta de hielo la mayor parte del año.
Esta bahía tiene una entrada en su extremo sur, se la conoce como la entrada Kuetkuyyim (Kuetkuyyim Zaliv). Administrativamente, la bahía pertenece a los raiones de Chukotka,  Providensky y Iultinsky del distrito autónomo de Chukotka, uno de los sujetos federales de la Federación de Rusia.

## Historia
En 1793, la bahía fue nombrada como bahía Conde Bezborodko,  en honor del estadista ruso Aleksandr Bezborodko. Los nativos no se acostumbraron al nombre y la bahía pasó a denominarse con su actual nombre, en referencia a la isla Koliuchin, una pequeña isla situada aguas afuera frente a la entrada de la bahía.